# مقاطعة ليك (ميسيسيبي)
مقاطعة ليك هي مقاطعة في مسيسيبي، بلغ عدد سكانها 23٬805  نسمة، في 2010، عاصمتها قرطاج، تبلغ مساحتها 1٬516 كيلومتر مربع.

## الموقع
تشترك في الحدود مع:
- مقاطعة أتالا (ميسيسيبي)
- مقاطعة نيشوبا (ميسيسيبي)
- مقاطعة سكوت (ميسيسيبي).

## التقسيمات الإدارية
- قرطاج.